# フェアウェザー連山
フェアウェザー連山（Fairweather Range）とは、カナダとアメリカ合衆国の国境付近に存在する山々の一部である。ただし、このフェアウェザー連山という呼称は公式な名称ではない点に注意が必要である。フェアウェザー連山は、セイントイライアス山地を構成している山々の一部に過ぎない。

## 概要
フェアウェザー連山というは、セイントイライアス山地の最南端部の山々である。ただし、セイントイライアス山地はカナダのユーコン準州にもかかっているのに対して、このフェアウェザー連山はユーコン準州にはかかっていない。フェアウェザー連山が属しているのは、カナダのブリティッシュコロンビア州とアメリカ合衆国のアラスカ州のみである。なお、フェアウェザー連山の最高峰はフェアウェザー山（標高4671m）。また、このフェアウェザー連山のアメリカ合衆国側の最北端の部分は、グレイシャーベイ国立公園の最南端の部分に当たる

。

## 主な山
フェアウェザー連山の範囲に含まれる主な山は、以下の通り。
- フェアウェザー山（Mt. Fairweather） - 標高4671m。カナダとアメリカ合衆国にまたがっている山。この連山の最高峰。
- クインシーアダムス山（Mt. Quincy Adams） - 標高4150m。カナダとアメリカ合衆国にまたがっている山。
- ソールズベリー山（Mt. Salisbury） - 標高3709m。アメリカ合衆国の山。ただし、フェアウェザー山などと比べると知名度で劣る。